# Bayburt (tartomány)
Koordináták: é. sz. 40° 14′ 12″, k. h. 40° 13′ 25″40.236667°N 40.223611°E
Bayburt tartomány Törökország egyik északkeleti tartománya, székhelye Bayburt városa. Szomszédos tartományok: északon Trabzon és Rize, kelet felé Erzurum, délre Erzincan, nyugatra Gümüşhane határolja. Területe 3652 km², lakossága körülbelül 91 000 fő.

## Ilcsék
Bayburt tartományt 3 ilcsére osztjuk:
- Aydıntepe
- Bayburt
- Demirözü